# Gildeskål
67°1′58″N 14°1′37″Ø / 67.03278°N 14.02694°Ø
Gildeskål er en kommune i landskabet Salten i Nordland fylke i Norge. Den grænser i nord til Bodø, i øst til Beiarn og i syd til  Meløy. Kystrigsvejen passerer gennem kommunen. Gildeskål kommune er venskabskommune med Lodejnoje Pole i Leningrad oblast.

## Geografi
Gildeskål er en kystkommune og består af både fastland og en række øer. De største øer er Sandhornøya, Sør-Arnøy, Nord-Arnøy, Fugløya, Fleina og Femris samt øgruppen Fleinvær. Fastlandet består af en strandslette, som går over til fjeldområder i den østlige del af  kommunen. Fellvatnet er en sø i kommunen.

## Erhvervsliv
Traditionelt er kommunen en landbrugs- og fiskerikommune. I dag er også turisme samt private og offentlige servicetjenester vigtige erhverv. Forsvaret har en VLF-antennestation for kommunikation med ubåde i Novika . Der er stenbrud på Mårnes.

## Kultur
Teologen og digteren Elias Blix var fra Sandhornøen. Der arrangeres et Olsokstævne hvert år som blandt andet hædrer Blix. Kommunen er deltager i Skulpturlandskab Nordland med kunstværket «Den glömda staden.»
Gildeskål kirkested, som ligger ca. 3 km fra Inndyr centrum, har to kirker. Den nyeste er fra 1881, mens Gildeskål gamle kirke er en stenkirke fra ca. 1130. Denne er omtalt som en af de vigtigste stenkirker i Nordland, blandt «de fem store» fra norsk højmiddelalder (1150–1300). De andre fire findes i Alstahaug, Herøy, Dønnes og Bodø (Bodin).